# Лаурікоча (озеро)
Лаурікоча (ісп. Lago Lauricocha або Laguna Lauricocha) — озеро в Перуанських Андах центрального Перу. Це найпівнічніше озеро в Андах, що живлеться льодовиками. Озеро розташоване на висоті 3 845 м над рівнем моря за 20 км на схід від гори Серро-Єрапуха і за 190 км на північ від Ліми, столиці Перу. Довжина озера зі сходу на захід — 7 000 м, з півночі на південь — 1 400 м.
Озеро отримує воду з невеликих струмків, що стікають з гір хребта Кардильєра-Раура. З озера витікає річка Лаурікоча, що потім стає однгою з річок, що формують річку Мараньйон, одної з річок, що формує річку Амазонка. Протягом довгого часу озеро вважалося витоком Амазонки, поки в 1971 році не було встановлено, що її дійсним витоком є джерело річки Апурімак.